# 春立站
春立站（日语：／ Harutachi eki */?）位於日本北海道日高郡新日高町靜內春立，是北海道旅客鐵道（JR北海道）日高本線上的站。電報略號是。地名由來是阿依努語「haru-ta-us-nay/」，意義為食物豐富的河流。

## 車站構造
側式月台1面1線的地面站。以前是相對式月台2面2線。原本在國鐵時代是木造的站房，JR北海道接管後則是改造自守車的候車室，直到2000年才又蓋了一座新站房。

## 車站周邊
- 北海道道796號西端春立線
- 國道235號
- 靜內警察署春立派出所
- 春立郵局
- 日高漁業協同組合本所
- 新日高町立春立小學
- 道南巴士「春立」站牌

## 歷史
- 1933年12月15日：設立[1]。
- 1977年2月1日：廢止貨物和行李處理的業務。
- 1987年4月1日：國鐵分割民營化後成為北海道旅客鐵道（JR北海道）轄下的車站。
- 2015年1月8日：厚賀站 - 大狩部站之間路段因大浪受損而暫停行駛列車，由公車代替行駛[2]。
- 2021年4月1日：廢站[3]。

## 相鄰車站

### 廢除路線
北海道旅客鐵道（JR北海道）
日高本線
東靜內－春立－日高東別

## 相關項目
- 日高本線
- 日本鐵路車站列表

## 外部連結
- （日語）全驛參觀之旅 （页面存档备份，存于）